# Luciano Pallini
Luciano Pallini (Pistoia, 14 settembre 1947) è un politico italiano.

## Biografia
Figlio dell'operaio e attivista comunista Claudio Pallini (1923–2019), si è laureato in economia e commercio all'Università degli Studi di Firenze, e ha lavorato dal 1970 al 1975 come responsabile dell'Ufficio studi del comune di Pistoia. Iscritto al Partito Comunista Italiano, nel 1975 è stato eletto nel consiglio comunale della città, ed è stato sindaco di Pistoia dal giugno 1985 all'ottobre 1988, quando ha rassegnato le dimissioni a causa di contrasti interni con il partito, che stava attraversando un periodo turbolento in tutta la Toscana.
Ritiratosi dalla vita politica, si è dedicato alla sua attività di consulenza finanziaria per le imprese, ricoprendo anche incarichi amministrativi presso enti quali la Società Aeroporto Toscano Galileo Galilei e l'Irpet (Istituto regionale programmazione economica toscana), e scrivendo come giornalista pubblicista articoli di carattere economico e politico. Dal 2015 è direttore del Centro studi della Fondazione Filippo Turati.